# 蚊焼村
蚊焼村（かやきむら）は、長崎県南部の長崎半島にあった村。西彼杵郡に属した。1955年（昭和30年）に隣接する川原村及び為石村と合併し、三和町となった。
現在の長崎市三和地区の北西部にあたる。

## 地理
野母半島（長崎半島）の北部に位置し、北西岸を東シナ海に接する。
- 山：寺岳、松尾岳、秋葉山
- 島嶼：野島、黒島、雀島、田子島
- 河川：布巻川、為石川、雨川、大川
- 港湾：蚊焼浦

## 沿革
「蚊焼」という地名について、古くは「茅木」「萱木」とも表記された。由来に関する俗説としてかつてカヤを焼いた跡地で焼畑農業が行われたとされ、「カヤヤキ」が「カヤキ」に変化したものといわれる。
- 1889年（明治22年）4月1日 - 町村制施行により、蚊焼村と布巻村が合併し西彼杵郡蚊焼村が発足。
- 1955年（昭和30年）2月11日 - 為石村・川原村と合併し町制施行。三和町が発足し、蚊焼村は自治体として消滅。

## 地名
大字を行政区域とする。蚊焼村では彼杵地域の各自治体で見られる郷の行政区（地名）を設置していない。
- 大字蚊焼（かやき）
- 大字布巻（ぬのまき）